# Cicindela oregona
Cicindela oregona este o specie de insecte coleoptere descrisă de Leconte în anul 1860. Cicindela oregona face parte din genul Cicindela, familia Carabidae.

## Subspecii
Această specie cuprinde următoarele subspecii:
- C. o. guttifera
- C. o. maricopa
- C. o. navajoensis
- C. o. oregona